# Lansingerland
Lansingerland là một đô thị mới ở tây Hà Lan, tỉnh Zuid-Holland. Đô thị này được lập ngày 1 tháng 1 năm 2007 trên cơ sở sáp nhập các đô thị Berkel en Rodenrijs, Bleiswijk và Bergschenhoek, gọi chung là "Tam giác B".
Tên gọi đô thị mới được chọn qua một cuộc thi..
Lansingerland bao gồm các cộng đồng sau:

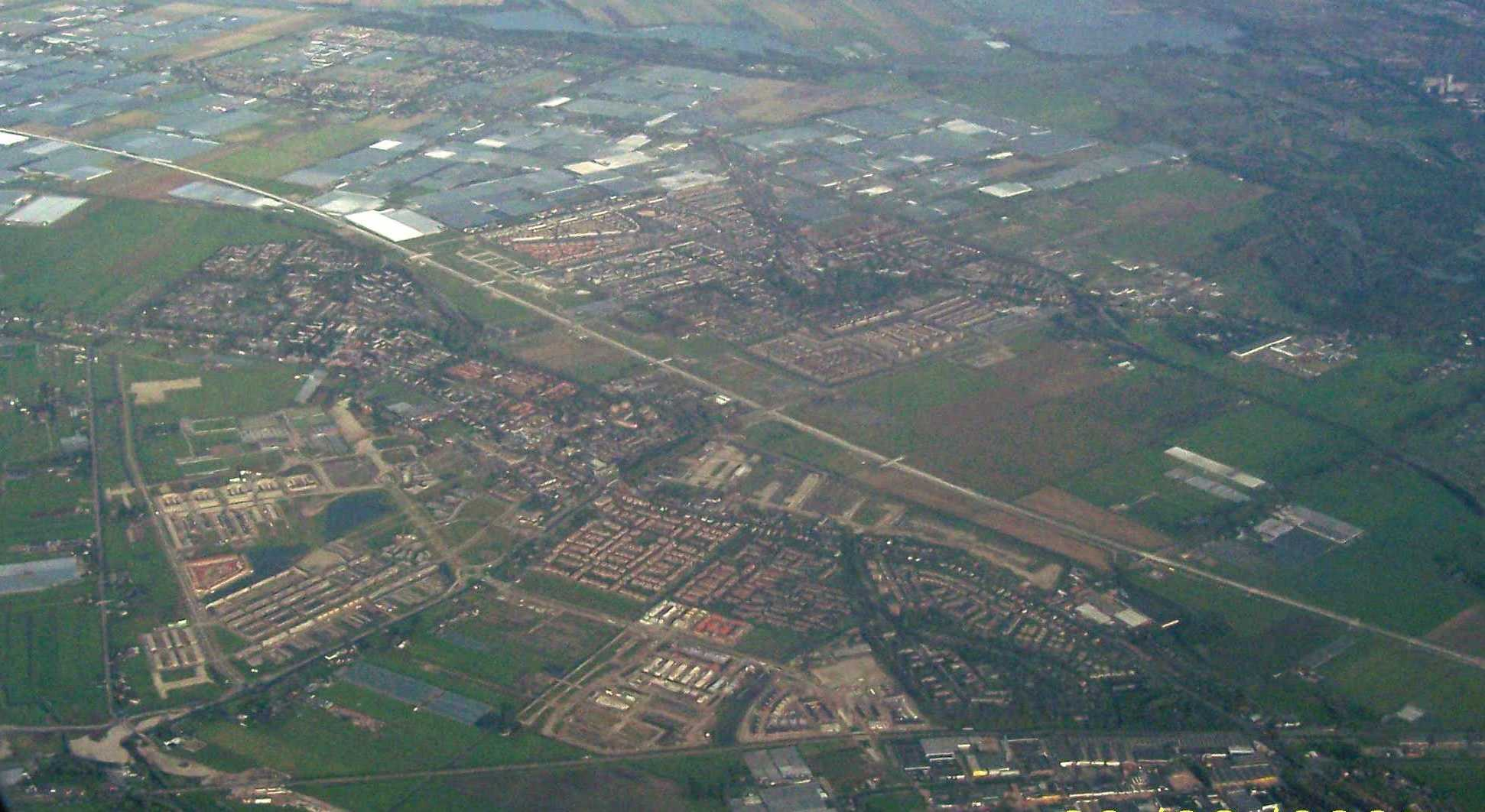
Lansingerland nhìn từ trên cao.

- Bergschenhoek
- Berkel en Rodenrijs
- Bleiswijk
- De Rotte
- Kruisweg